# Tyrlaching
Tyrlaching est une commune de Bavière (Allemagne) de 991 habitants, située dans l'arrondissement d'Altötting et dans le district de Haute-Bavière.